# جل (ماكو)
جل هي قرية في مقاطعة ماكو، إيران. يقدر عدد سكانها بـ 20 نسمة بحسب إحصاء 2016.